# Atletismo nos Jogos Olímpicos de Verão de 2008
O atletismo nos Jogos Olímpicos de Verão de 2008 foi disputado nos últimos dez dias de competição, iniciando em 15 de agosto e encerrando em 24 de agosto. As provas realizaram-se no Estádio Nacional de Pequim (Ninho de Pássaro), recinto especialmente construído para os jogos. O atletismo olímpico consiste de provas em pista, grama, estrada e combinadas.
Tanto no masculino quanto no feminino o número de provas foi bastante similar. Os homens competiram em 24 eventos e as mulheres em 23, sendo os 50 quilômetros de marcha atlética a única prova sem a versão feminina. Os 110 metros com barreiras e o decatlo masculino são equivalentes aos 100 metros com barreiras e o heptatlo feminino, respectivamente.

## Calendário
| Agosto    | 6 | 7 | 8 | 9 | 10 | 11 | 12 | 13 | 14 | 15 | 16 | 17 | 18 | 19 | 20 | 21 | 22 | 23 | 24 |
| --------- | - | - | - | - | -- | -- | -- | -- | -- | -- | -- | -- | -- | -- | -- | -- | -- | -- | -- |
| Atletismo |   |   |   |   |    |    |    |    |    | 2  | 4  | 6  | 6  | 5  | 3  | 6  | 7  | 7  | 1  |

|  | Dia de competição |  | Dia de final |

## Eventos

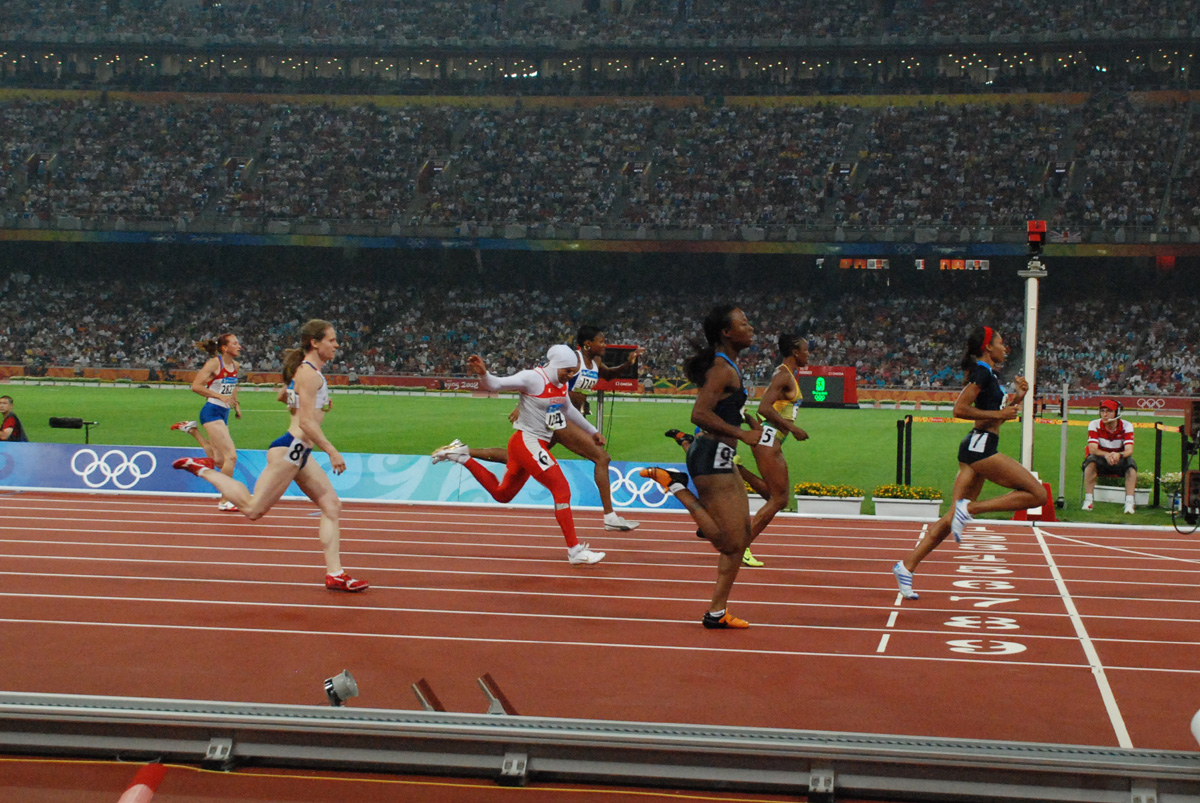
Semifinal dos 200 metros feminino

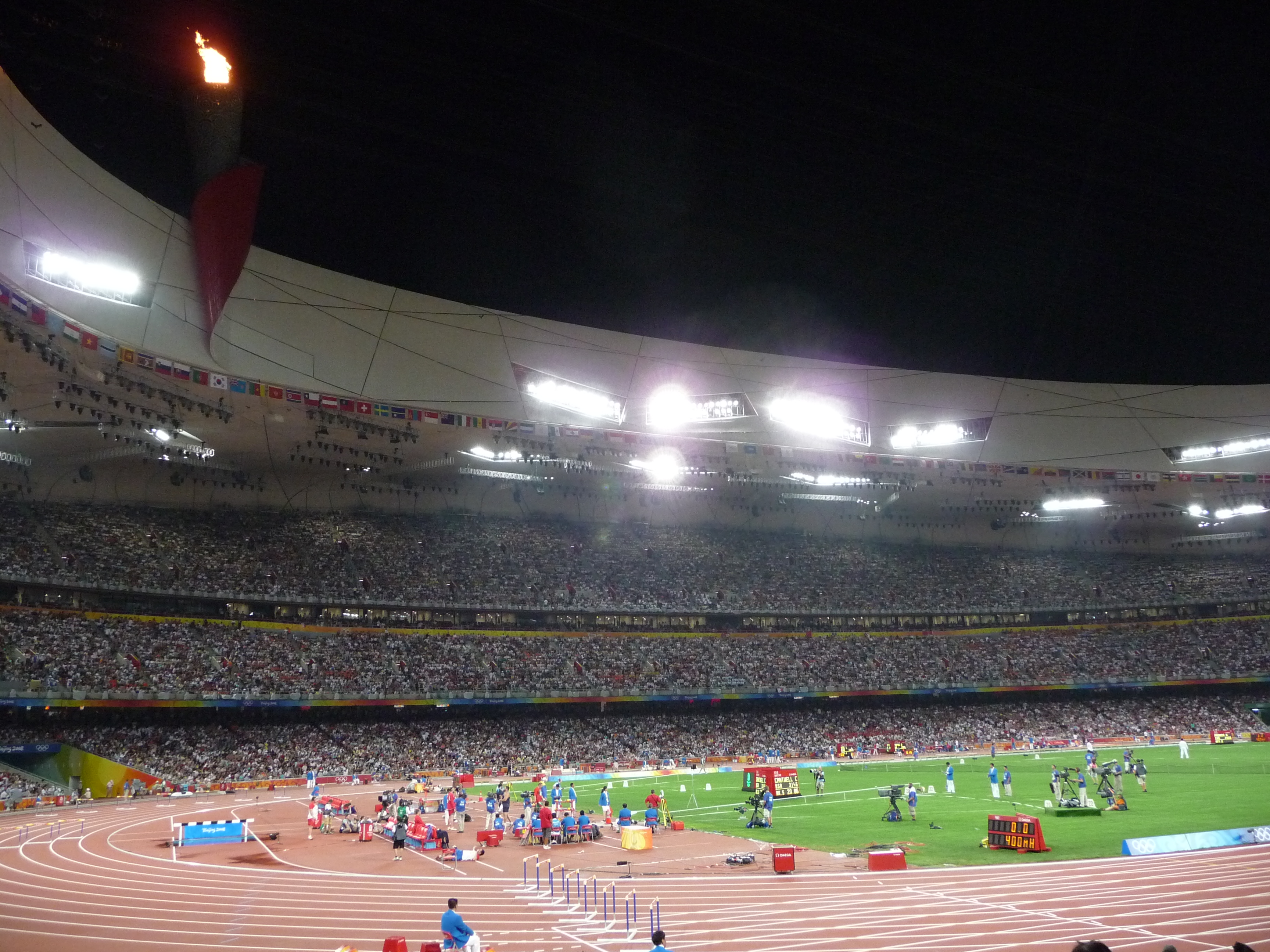
Estádio Nacional de Pequim em 16 de agosto.

### Pista
As provas de pista do atletismo olímpico são divididas em provas rasas (100 m, 200 m e 400 metros), meio-fundo (800 m e 1500 metros) e fundo (5000 m e 10000 metros), além de provas com obstáculos (100 m e 400 m com barreiras para as mulheres, 110 m e 400 metros com barreiras para os homens e 3000 metros com obstáculos para ambos os sexos) e revezamentos (4x100 m e 4x400 metros).

### Campo
As provas de campo são: salto em distância, salto triplo, salto em altura, salto com vara, lançamento de disco, arremesso de peso, lançamento de dardo e lançamento de martelo (todas com provas para homens e para mulheres)

### Combinadas
Duas provas combinadas são disputadas nos Jogos: para os homens, o decatlo (que reúne 100 m, salto em distância, arremesso de peso, salto em altura, 400 m, 110 m com barreiras, arremesso de disco, salto com vara, arremesso de dardo e 1500 m) e para as mulheres, o heptatlo (que reúne 100 m com barreiras, salto em altura, arremesse de peso, 200 m, salto em distância, lançamento de dardo e 800 m).

### Estrada
As provas de estrada são: para os homens, maratona, marcha atlética de 20 km e marcha atlética de 50 km e para as mulheres, maratona e marcha atlética de 20 km.

## Medalhistas
Masculino
| Evento                         | Ouro | Prata                                                                                             | Bronze                                                                      |
| ------------------------------ | --- | ------------------------------------------------------------------------------------------------- | --------------------------------------------------------------------------- |
| 100 metros detalhes            | Usain Bolt JAM Jamaica                                                                                          | Richard Thompson TRI Trinidad e Tobago                                                            | Walter Dix USA Estados Unidos                                               |
| 200 metros detalhes            | Usain Bolt JAM Jamaica                                                                                          | Shawn Crawford USA Estados Unidos                                                                 | Walter Dix USA Estados Unidos                                               |
| 400 metros detalhes            | LaShawn Merritt USA Estados Unidos                                                                              | Jeremy Wariner USA Estados Unidos                                                                 | David Neville USA Estados Unidos                                            |
| 800 metros detalhes            | Wilfred Bungei KEN Quênia                                                                                       | Ismail Ahmed Ismail SUD Sudão                                                                     | Alfred Kirwa Yego KEN Quênia                                                |
| 1500 metros detalhes           | Asbel Kipruto Kiprop KEN Quênia                                                                                 | Nicholas Willis NZL Nova Zelândia                                                                 | Mehdi Baala FRA França                                                      |
| 5000 metros detalhes           | Kenenisa Bekele ETH Etiópia                                                                                     | Eliud Kipchoge KEN Quênia                                                                         | Edwin Cheruiyot Soi KEN Quênia                                              |
| 10000 metros detalhes          | Kenenisa Bekele ETH Etiópia                                                                                     | Sileshi Sihine ETH Etiópia                                                                        | Micah Kogo KEN Quênia                                                       |
| 110 m com barreiras detalhes   | Dayron Robles CUB Cuba                                                                                          | David Payne USA Estados Unidos                                                                    | David Oliver USA Estados Unidos                                             |
| 400 m com barreiras detalhes   | Angelo Taylor USA Estados Unidos                                                                                | Kerron Clement USA Estados Unidos                                                                 | Bershawn Jackson USA Estados Unidos                                         |
| 3000 m com obstáculos detalhes | Brimin Kipruto KEN Quênia                                                                                       | Mahiedine Mekhissi-Benabbad FRA França                                                            | Richard Kipkemboi Mateelong KEN Quênia                                      |
| Revezamento 4x100 m detalhes   | Keston Bledman Marc Burns Emmanuel Callender Richard Thompson Aaron Armstrong* TRI Trinidad e Tobago            | Naoki Tsukahara Shingo Suetsugu Shinji Takahira Nobuharu Asahara JPN Japão                        | Vicente de Lima Sandro Viana Bruno de Barros José Carlos Moreira BRA Brasil |
| Revezamento 4x400 m detalhes   | LaShawn Merritt Angelo Taylor David Neville Jeremy Wariner Kerron Clement* Regi Witherspoon* USA Estados Unidos | Andretti Bain Michael Mathieu Andrae Williams Chris Brown Avard Moncur* Ramon Miller* BAH Bahamas | Martyn Rooney Andrew Steele Robert Tobin Michael Bingham GBR Grã-Bretanha   |
| Maratona detalhes              | Samuel Wanjiru KEN Quênia                                                                                       | Jaouad Gharib MAR Marrocos                                                                        | Tsegay Kebede ETH Etiópia                                                   |
| Marcha atlética 20 km detalhes | Valeriy Borchin RUS Rússia                                                                                      | Jefferson Pérez ECU Equador                                                                       | Jared Tallent AUS Austrália                                                 |
| Marcha atlética 50 km detalhes | Alex Schwazer ITA Itália                                                                                        | Jared Tallent AUS Austrália                                                                       | Denis Nizhegorodov RUS Rússia                                               |
| Salto em altura detalhes       | Andrey Silnov RUS Rússia                                                                                        | Germaine Mason GBR Grã-Bretanha                                                                   | Yaroslav Rybakov RUS Rússia                                                 |
| Salto com vara detalhes        | Steve Hooker AUS Austrália                                                                                      | Evgeny Lukyanenko RUS Rússia                                                                      | Derek Miles USA Estados Unidos                                              |
| Salto em distância detalhes    | Irving Saladino PAN Panamá                                                                                      | Khotso Mokoena RSA África do Sul                                                                  | Ibrahim Camejo CUB Cuba                                                     |
| Salto triplo detalhes          | Nelson Évora POR Portugal                                                                                       | Phillips Idowu GBR Grã-Bretanha                                                                   | Leevan Sands BAH Bahamas                                                    |
| Arremesso de peso detalhes     | Tomasz Majewski POL Polônia                                                                                     | Christian Cantwell USA Estados Unidos                                                             | Dylan Armstrong CAN Canadá                                                  |
| Lançamento de dardo detalhes   | Andreas Thorkildsen NOR Noruega                                                                                 | Ainārs Kovals LAT Letônia                                                                         | Tero Pitkämäki FIN Finlândia                                                |
| Lançamento de disco detalhes   | Gerd Kanter EST Estônia                                                                                         | Piotr Malachowski POL Polônia                                                                     | Virgilijus Alekna LTU Lituânia                                              |
| Lançamento de martelo detalhes | Primož Kozmus SLO Eslovênia                                                                                     | Vadim Devyatovskiy BLR Bielorrússia                                                               | Ivan Tsikhan BLR Bielorrússia                                               |
| Decatlo detalhes               | Bryan Clay USA Estados Unidos                                                                                   | Andrei Krauchanka BLR Bielorrússia                                                                | Leonel Suárez CUB Cuba                                                      |

Feminino
| Evento                         | Ouro                                                                                              | Prata                                                                                              | Bronze                                                                           |
| ------------------------------ | ------------------------------------------------------------------------------------------------- | -------------------------------------------------------------------------------------------------- | -------------------------------------------------------------------------------- |
| 100 metros detalhes            | Shelly-Ann Fraser JAM Jamaica                                                                     | Sherone Simpson JAM Jamaica Kerron Stewart JAM Jamaica                                             | nenhuma                                                                          |
| 200 metros detalhes            | Veronica Campbell-Brown JAM Jamaica                                                               | Allyson Felix USA Estados Unidos                                                                   | Kerron Stewart JAM Jamaica                                                       |
| 400 metros detalhes            | Christine Ohuruogu GBR Grã-Bretanha                                                               | Shericka Williams JAM Jamaica                                                                      | Sanya Richards USA Estados Unidos                                                |
| 800 metros detalhes            | Pamela Jelimo KEN Quênia                                                                          | Janeth Jepkosgei Busienei KEN Quênia                                                               | Hasna Benhassi MAR Marrocos                                                      |
| 1500 metros detalhes           | Nancy Jebet Langat KEN Quênia                                                                     | Iryna Lishchynska UKR Ucrânia                                                                      | Nataliya Tobias UKR Ucrânia                                                      |
| 5000 metros detalhes           | Tirunesh Dibaba ETH Etiópia                                                                       | Meseret Defar ETH Etiópia                                                                          | Sylvia Kibet KEN Quênia                                                          |
| 10000 metros detalhes          | Tirunesh Dibaba ETH Etiópia                                                                       | Shalane Flanagan USA Estados Unidos                                                                | Linet Chepkwemoi Masai KEN Quênia                                                |
| 100 m com barreiras detalhes   | Dawn Harper USA Estados Unidos                                                                    | Sally McLellan AUS Austrália                                                                       | Priscilla Lopes-Schliep CAN Canadá                                               |
| 400 m com barreiras detalhes   | Melaine Walker JAM Jamaica                                                                        | Sheena Tosta USA Estados Unidos                                                                    | Tasha Danvers GBR Grã-Bretanha                                                   |
| 3000 m com obstáculos detalhes | Gulnara Samitova-Galkina RUS Rússia                                                               | Eunice Jepkorir KEN Quênia                                                                         | Tatyana Petrova Arkhipova RUS Rússia                                             |
| Revezamento 4x100 m detalhes   | Olivia Borlée Hanna Mariën Élodie Ouédraogo Kim Gevaert BEL Bélgica                               | Franca Idoko Gloria Kemasuode Halimat Ismaila Oludamola Osayomi Agnes Osazuwa* NGR Nigéria         | Rosemar Coelho Neto Lucimar de Moura Thaissa Presti Rosângela Santos BRA Brasil  |
| Revezamento 4x400 m detalhes   | Mary Wineberg Allyson Felix Monique Henderson Sanya Richards Natasha Hastings* USA Estados Unidos | Shericka Williams Shereefa Lloyd Rosemarie Whyte Novelene Williams Bobby-Gaye Wilkins* JAM Jamaica | Christine Ohuruogu Kelly Sotherton Marilyn Okoro Nicola Sanders GBR Grã-Bretanha |
| Maratona detalhes              | Constantina Tomescu ROU Romênia                                                                   | Catherine Ndereba KEN Quênia                                                                       | Zhou Chunxiu CHN China                                                           |
| Marcha atlética 20 km detalhes | Olga Kaniskina RUS Rússia                                                                         | Kjersti Tysse Platzer NOR Noruega                                                                  | Elisa Rigaudo ITA Itália                                                         |
| Salto em altura detalhes       | Tia Hellebaut BEL Bélgica                                                                         | Blanka Vlašić CRO Croácia                                                                          | Chaunté Howard USA Estados Unidos                                                |
| Salto com vara detalhes        | Yelena Isinbayeva RUS Rússia                                                                      | Jennifer Stuczynski USA Estados Unidos                                                             | Svetlana Feofanova RUS Rússia                                                    |
| Salto em distância detalhes    | Maurren Maggi BRA Brasil                                                                          | Blessing Okagbare NGR Nigéria                                                                      | Chelsea Hammond JAM Jamaica                                                      |
| Salto triplo detalhes          | Françoise Mbango Etone CMR Camarões                                                               | Olga Rypakova KAZ Cazaquistão                                                                      | Yargelis Savigne CUB Cuba                                                        |
| Arremesso de peso detalhes     | Valerie Vili NZL Nova Zelândia                                                                    | Misleydis González CUB Cuba                                                                        | Gong Lijiao CHN China                                                            |
| Lançamento de dardo detalhes   | Barbora Špotáková CZE República Checa                                                             | Christina Obergföll GER Alemanha                                                                   | Goldie Sayers GBR Grã-Bretanha                                                   |
| Lançamento de disco detalhes   | Stephanie Brown Trafton USA Estados Unidos                                                        | Olena Antonova UKR Ucrânia                                                                         | Song Aimin CHN China                                                             |
| Lançamento de martelo detalhes | Yipsi Moreno CUB Cuba                                                                             | Zhang Wenxiu CHN China                                                                             | Manuela Montebrun FRA França                                                     |
| Heptatlo detalhes              | Natalya Dobrynska UKR Ucrânia                                                                     | Hyleas Fountain USA Estados Unidos                                                                 | Kelly Sotherton GBR Grã-Bretanha                                                 |

* Participaram apenas das eliminatórias, mas receberam medalhas.

## Doping
Lyudmila Blonska da Ucrânia originalmente ganhou a medalha de prata no heptatlo feminino, mas foi desclassificada após testar positivo para a substância metiltestosterona, considerada dopante.
Rashid Ramzi, do Bahrein originalmente ganhou a medalha de ouro nos 1500 m masculino, mas foi desclassificado em 17 de novembro de 2009 após testar positivo para a substância CERA, uma evolução da eritropoietina.
Vadim Devyatovskiy e Ivan Tsikhan da Bielorrússia ganharam as medalhas de prata e bronze, respectivamente, no arremesso de martelo masculino, mas foram desclassificados em 11 de dezembro de 2008. Ambos testaram positivo no antidoping pela presença de testosterona exógena. Porém em junho de 2010 a decisão foi revertida no Tribunal Arbitral do Esporte, que considerou que os testes de doping não foram realizados adequadamente.
Andrei Mikhnevich, da Bielorrússia, originalmente obteve a medalha de bronze no arremesso de peso masculino, mas foi desclassificado em 20 de agosto de 2014 após a contra prova em seus testes de 2005 confirmar o uso de substâncias dopantes.
Em 16 de agosto de 2016, o Comitê Olímpico Internacional desclassificou a equipe russa campeã do revezamento 4x100 metros feminino devido ao doping de Yuliya Chermoshanskaya por estanozolol e turinabol. As medalhas foram oficialmente realocadas, onde a Bélgica herdou a medalha de ouro, a Nigéria a prata e o Brasil o bronze. Três dias depois a equipe feminina dos 4x400 metros da Rússia também foi desclassificada e perdeu a medalha de prata devido ao doping de Anastasiya Kapachinskaya por estanozolol e turinabol.
Yarelys Barrios, de Cuba, originalmente obteve a medalha de prata no arremesso de disco feminino, mas foi desclassificada em 1 de setembro de 2016 após a reanálise de seu teste antidoping acusar o uso da substância acetazolamida. Em 13 de setembro do mesmo ano, foi a vez da russa Mariya Abakumova ser desclassificada e, consequentemente, perder a medalha de prata no lançamento de dardo feminino por apresentar o uso de turinabol na reanálise de seu teste.
Em 6 de outubro de 2016, a russa Anna Chicherova foi desclassificada e perdeu a medalha de bronze no salto em altura feminino após a reanálise de seu teste antidoping acusar o uso da substância turinabol. No dia 26 do mesmo mês, a também russa Yekaterina Volkova perdeu a medalha de bronze na prova dos 3000 metros com obstáculos também por uso de turinabol encontrada em seu teste reanalisado.
Outros dois atletas perderam suas medalhas em 17 de novembro de 2016: Denys Yurchenko, da Ucrânia, perdeu a medalha de bronze no salto com vara masculino após a reanálise de seu teste antidoping acusar o uso da substância turinabol. Hrysopiyi Devetzi, da Grécia, também perdeu a medalha de bronze no salto triplo feminino por uso de estanozolol. No dia 25 de novembro foram anunciadas as desclassificações das bielorrussas Aksana Miankova (ouro no arremesso de martelo) e Natallia Mikhnevich (prata no arremesso de peso) por acusarem o uso de diferentes substâncias dopantes.
Já em 12 de janeiro de 2017, a bielorrussa Nadzeya Ostapchuk foi desclassificada e perdeu a medalha de bronze obtida no arremesso de peso feminino após a reanálise de seu teste antidoping acusar o uso das substâncias turinabol e tamoxifeno. No dia 25 do mesmo mês, foram desclassificados a equipe jamaicana medalhista de ouro no revezamento 4x100 metros masculino após o doping retroativo de Nesta Carter para a substância dimetilamilamina, e a russa Tatyana Lebedeva, prata no salto triplo e no salto em distância feminino, punida por uso de turinabol. Em 29 de março, a turca Elvan Abeylegesse teve todos seus resultados conquistados entre 2007 e 2009 anulados pela Associação Internacional de Federações de Atletismo após a reanálise de seu exame antidoping no Campeonato Mundial de 2007 ter dado positivo por estanozolol. Com isso ela perdeu as duas medalhas de prata obtidas nas provas dos 5000 m e 10000 metros feminino. A última desclassificação em 2017 foi da russa Tatyana Chernova, bronze no heptatlo feminino, pega por uso de turinabol de acordo com decisão divulgada em 24 de abril.

## Quadro de medalhas
| Ordem | País                  | Medalha de ouro | Medalha de prata | Medalha de bronze |     | Ordem por total |
| ----- | --------------------- | --------------- | ---------------- | ----------------- | --- | --------------- |
| 1     | USA Estados Unidos    | 7               | 10               | 8                 | 25  | 1               |
| 2     | KEN Quênia            | 6               | 4                | 6                 | 16  | 2               |
| 3     | JAM Jamaica           | 5               | 4                | 2                 | 11  | 3               |
| 4     | RUS Rússia            | 5               | 1                | 4                 | 10  | 4               |
| 5     | ETH Etiópia           | 4               | 2                | 1                 | 7   | 5               |
| 6     | CUB Cuba              | 2               | 1                | 3                 | 6   | 7               |
| 7     | BEL Bélgica           | 2               |                  |                   | 2   | 14              |
| 8     | GBR Grã-Bretanha      | 1               | 2                | 5                 | 8   | 6               |
| 9     | AUS Austrália         | 1               | 2                | 1                 | 4   | 8               |
|       | UKR Ucrânia           | 1               | 2                | 1                 | 4   | 8               |
| 11    | NOR Noruega           | 1               | 1                |                   | 2   | 14              |
|       | NZL Nova Zelândia     | 1               | 1                |                   | 2   | 14              |
|       | POL Polônia           | 1               | 1                |                   | 2   | 14              |
|       | TRI Trinidad e Tobago | 1               | 1                |                   | 2   | 14              |
| 15    | BRA Brasil            | 1               |                  | 2                 | 3   | 11              |
| 16    | ITA Itália            | 1               |                  | 1                 | 2   | 14              |
| 17    | CMR Camarões          | 1               |                  |                   | 1   | 21              |
|       | SLO Eslovênia         | 1               |                  |                   | 1   | 21              |
|       | EST Estônia           | 1               |                  |                   | 1   | 21              |
|       | PAN Panamá            | 1               |                  |                   | 1   | 21              |
|       | POR Portugal          | 1               |                  |                   | 1   | 21              |
|       | CZE República Checa   | 1               |                  |                   | 1   | 21              |
|       | ROU Romênia           | 1               |                  |                   | 1   | 21              |
| 24    | BLR Bielorrússia      |                 | 2                | 1                 | 3   | 11              |
| 25    | NGR Nigéria           |                 | 2                |                   | 2   | 14              |
| 26    | CHN China             |                 | 1                | 3                 | 4   | 8               |
| 27    | FRA França            |                 | 1                | 2                 | 3   | 11              |
| 28    | BAH Bahamas           |                 | 1                | 1                 | 2   | 13              |
|       | MAR Marrocos          |                 | 1                | 1                 | 2   | 13              |
| 30    | RSA África do Sul     |                 | 1                |                   | 1   | 21              |
|       | GER Alemanha          |                 | 1                |                   | 1   | 21              |
|       | KAZ Cazaquistão       |                 | 1                |                   | 1   | 21              |
|       | CRO Croácia           |                 | 1                |                   | 1   | 21              |
|       | ECU Equador           |                 | 1                |                   | 1   | 21              |
|       | JPN Japão             |                 | 1                |                   | 1   | 21              |
|       | LAT Letônia           |                 | 1                |                   | 1   | 21              |
|       | SUD Sudão             |                 | 1                |                   | 1   | 21              |
| 38    | CAN Canadá            |                 |                  | 2                 | 2   | 13              |
| 39    | FIN Finlândia         |                 |                  | 1                 | 1   | 21              |
|       | LTU Lituânia          |                 |                  | 1                 | 1   | 21              |
| TOTAL | TOTAL                 | 47              | 48               | 46                | 141 | —               |